# Machierowo (stacja kolejowa)
Machierowo (ros. Махерово) – stacja kolejowa w miejscowości Machierowo, w rejonie olenińskim, w obwodzie twerskim, w Rosji. Położona jest na linii Moskwa - Siebież.